# Szilán
A szilán egy szervetlen vegyület, képlete SiH4. Színtelen, gyúlékony, ecetsavra emlékeztetően szúrós szagú gáz. Gyakorlati jelentősége az elemi szilícium gyártásában van.
A szilán névből más vegyületeket is lehet származtatni (pl. triklórszilán, tetrametil-szilán, szilán-metakrilát stb.), akárcsak a metán esetén. A szilánok az alkánok szilíciumhidrogén-megfelelői.

## Előállítása

### Ipari gyártása
A szilánt iparilag két lépésben állítják elő kohászati minőségű szilíciumból. Először az elporított szilíciumot hidrogén-kloriddal reagáltatják 300 °C-on, ekkor a hidrogéngáz mellett triklórszilán keletkezik az alábbi egyenlet szerint:
{\displaystyle \mathrm {Si+3\ HCl\rightarrow HSiCl_{3}+H_{2}} }
Eztán a triklórszilánt egy gyantával bevont edényben forralják katalizátort használva. A szilícium-tetraklorid az edényben marad, a szilángázt pedig felfogják.
{\displaystyle \mathrm {4\ HSiCl_{3}\rightarrow SiH_{4}+3\ SiCl_{4}} }
A leggyakrabban alkalmazott katalizátor valamilyen fém-halogenid, leggyakrabban alumínium-klorid. A reakció során dupla ligandumcsere játszódik le, bár bizonyos szempontból diszproporciónak is tekinthető (noha mindhárom vegyületben IV a szilícium oxidációs száma), mert az oxidációs szám fogalmának használata kovalens molekuláknál némileg bizonytalan, még poláris molekulák esetén is. A szilíciumatomot lehet úgy tekinteni, mint amelynek a legnagyobb parciális pozitív töltése és formális oxidációs száma a szilícium-kloridban van, míg a szilánban a legkisebb a formális oxidációs száma, mivel a klór elektronegativitása jóval nagyobb, mint a hidrogéné.
Létezik egy alternatív előállítási módja az olyan nagy tisztaságú szilánnak, amely a félvezetőkben használt nagyon tiszta szilícium gyártására is alkalmas. A kiindulási anyag ismét kohászati minőségű szilícium, ezen kívül hidrogéngáz és szilícium-tetraklorid. A reakciósorozatban többszörös ligandumcserélés és desztilláció is szerepel, a melléktermékek újrahasznosíthatóak.
{\displaystyle \mathrm {Si+2\ H_{2}+3\ SiCl_{4}\rightarrow 4\ SiHCl_{3}} }
{\displaystyle \mathrm {2\ SiHCl_{3}\rightarrow SiH_{2}Cl_{2}+SiCl_{4}} }
{\displaystyle \mathrm {2\ SiH_{2}Cl_{2}\rightarrow SiHCl_{3}+3\ SiH_{3}Cl} }
{\displaystyle \mathrm {2\ SiH_{3}Cl\rightarrow SiH_{4}+3\ SiH_{2}Cl_{2}} }
Az ilyen módon gyártott szilán hőbontásával nagy tisztaságú szilícium és egyúttal hidrogéngáz állítható elő.
További gyártási eljárás a szilícium-fluorid nátrium-hidriddel való redukciója, vagy a SiCl4 és lítium-alumínium-hidrid (LiAlH4) reakciója. Egy másik, szilícium-dioxidból kiinduló folyamat magas nyomáson megy végbe alumíniummal és hidrogénnel; nátrium- és alumínium-klorid keverékében.
{\displaystyle \mathrm {3\ SiO_{2}+6\ H_{2}+4\ Al\rightarrow 3\ SiH_{4}+2\ Al_{2}O_{3}} }

### Laboratóriumi előállítása
1857-ben két német kémikus, Heinrich Buff és Friedrich Wöhler fedezte fel a sósav és alumínium-szilicid reakciójában képződő szilánt.
Előadótermi demonstrációkhoz a szilán úgy állítható elő, hogy homok és magnéziumpor keverékét felhevítik, majd a keletkező magnézium-szilicidet tartalmazó porkeveréket 20%-os sósavba öntik. A Mg2Si reagál a savval, a fejlődő szilán pedig a levegővel érintkezve rögtön meggyullad és apró robbanások kíséretében elég. Ez egy heterogén sav-bázis reakcióként fogható fel, mivel a magnézium-szilicidben lévő Si4- anion antifluorit-szerkezetének köszönhetően Brønsted–Lowry-bázisként viselkedik, mely 4 proton befogadására képes.
{\displaystyle \mathrm {Mg_{2}Si+4\ HCl\rightarrow SiH_{4}+2\ MgCl_{2}} }
Általánosságban egy M alkáliföldfém sztöchiometriailag háromféle szilicidet is létrehozhat: MII2Si, MIISi, és MIISi2. Mindhárom struktúra reakcióba lép Brønsted–Lowry-savakkal egyfajta szilícium-hidridet képezve a szilícium oxidációs számától függően. A lehetséges végtermék lehet SiH4 és/vagy nagyobb molekula az alkánokkal analóg SinH2n+2 általános képletű vegyületek közül, vagy lehet a kovasav egyik fajtája. Ennélfogva, a cikkcakkos Si2− anionláncokat tartalmazó MIISi vegyületből (melyben minden szilicidionon két, proton befogadására alkalmas nemkötő elektronpár van) egy (SiH2)x képletű hidrid-polimer keletkezhet.
Kis mennyiségű szilán előállítható nátriumamalgám és diklórszilán reakciójában, ekkor a szilán mellett némi polimeres szilícium-hidrid is keletkezik, mely sárga színt okoz közben.

## Tulajdonságai
A szilán a metán analóg vegyülete. A szilíciumhoz képest a hidrogén elektronegativitása nagyobb, így az Si–H kötéspolaritása ellentétes a metánban lévő C–H kötésével. Ennek a fordított polaritásnak egyik következménye az átmenetifémkomplex-képzésre való nagyobb hajlam a szilánnál. Másik következménye a szilán pirofórossága — az a tulajdonsága, hogy levegőn külső gyújtás nélkül is spontán meggyullad. A rendelkezésre álló (és gyakran ellentmondó) égési adatok alapján a szilán viszont igen stabilis, valamint ezekkel az adatokkal tanulmányozzák a nagyobb szilánok természetes előfordulását, ahogy a minimális szennyeződések (pl. nedvesség) által kiváltott nagy gyulladási hajlamát is; hogy vajon a tároló felületének katalitikus hatása okozza-e a vegyület pirofórosságát. A szilán 420 °C felett szilíciumra és hidrogénre bomlik.
A Si–H kötés erőssége megközelítőleg 384 kJ/mol, mely körülbelül 20%-kal gyengébb a hidrogéngázban lévő H–H kötésének. Következésképpen, a Si–H kötéseket tartalmazó vegyületek reakciókészsége jelentősen nagyobb, mint a H2-é. Ezt a kötéserősséget kisebb-nagyobb mértékben a többi szubsztituens is befolyásolja: A Si–H kötés erőssége a SiHF3, SiHCl3, és SiHMe3 vegyületekben 419, 382, és 398 kJ/mol.

## Felhasználása

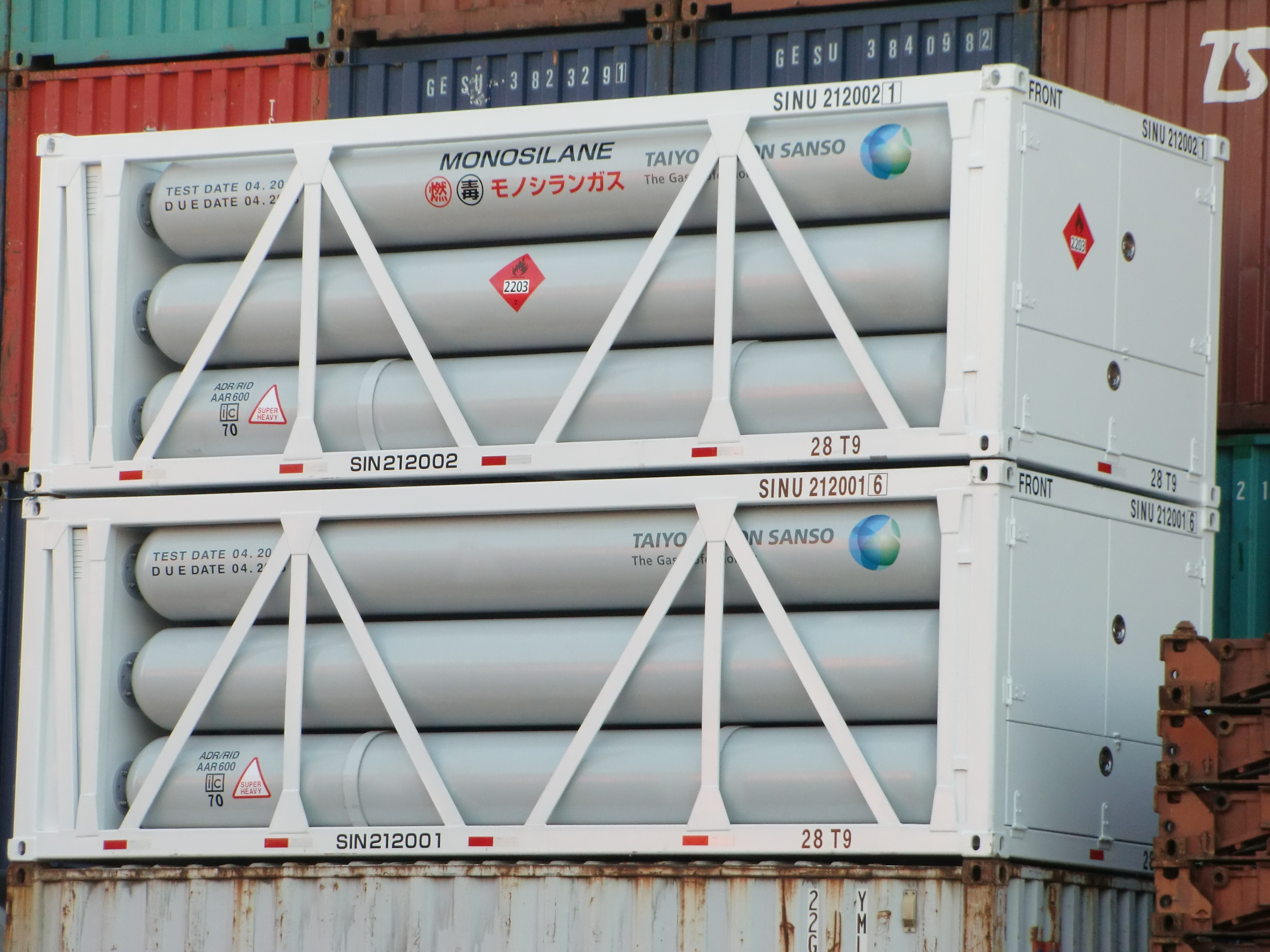
Monoszilángáz-tárolók Japánban.

Számos nagyipari felhasználása van a szilánoknak. Alkalmazzák a tapadórostos anyagok, például az üveggyapot és a szénrost készítésekor a kompozitanyagok stabilizálására. Használják még, mikor egy titánból készült implantátum felületére biológiailag semleges réteget akarnak felvinni. Egyéb felhasználásai közt van a víztaszítók gyártása, épület védelem terén a graffitik és szennyeződések lepergetése, ezen kívül a félvezető és tömítőanyagok előállításánál, ahol polikristályos szilíciumréteget kell kialakítani. A félvezetőipar az 1990-es években körülbelül 300 tonna szilánt használt fel évente. Elengedhetetlen az alacsony költségű fényelektromos modulok gyártásánál, amellett ez a lépés vezetett a szilán nagy mennyiségű kereskedelmi felhasználásához a hidrogénezett amorf szilícium üvegre, fémre, műanyagra vagy más felületre való felvitele céljából. A PECVD technológia nem túl gazdaságos, mivel a szilán 85%-a kárba vész. Ennek a pazarlásnak és a ökológiai lábnyomának csökkentésére folyamatosan dolgoznak ki újrahasznosítási módszereket.
Szintén alkalmazzák a szuperszonikus égésű torlósugár-hajtóművekben az égés beindítására a sűrített levegő sugarában. Mivel szén-dioxidban is el tud égni, ez lehet az üzemanyaga a Marson működtetett motoroknak a jövőben. Mivel azonban az reakcióban szilárd termékek is keletkeznek (szilícium-dioxid és szén), csak folyékony üzemanyagú rakétákban (folyékony szén-dioxiddal) vagy torlósugár-hajtóművekben használható.
A szilánokat és az egyéb Si—H kötést tartalmazó vegyületeket redukálószerként használják a szerves és fémorganikus kémiában.
A szilán-metakrilátot a fogászatban is alkalmazzák, mint fogszínű töltőanyagot. A szilán-metakrilátok a kemény, szilikátbázisú kerámiatöltő anyagok és a szerves, gyanta alapú oligomer mátrixokat összekapcsoló szerek.

## Biztonság és elővigyázatosság
Már temérdek olyan ipari balesetről számoltak be, amelyet a kiszivárgó szilán levegőben történő elégése vagy robbanása váltott ki.
Ha egy szivárgó szilánforrást elzárnak vagy gátolnak, az égés hőkibocsátása sokkal inkább koncentrálódik egy helyen, amely a reakciósebesség és égési sebesség megnövekedéséhez vezet; a gázfázisú detonáció pedig súlyos károkat okoz. A szilán önmagától kigyulladhat akár 54 °C alatt.
{\displaystyle \mathrm {SiH_{4}+2\ O_{2}\rightarrow SiO_{2}+2\ H_{2}O} }

### Égésének veszélyes termékei
{\displaystyle \mathrm {SiH_{4}+O_{2}\rightarrow SiO_{2}+2\ H_{2}} }
{\displaystyle \mathrm {SiH_{4}+O_{2}\rightarrow SiH_{2}O+H_{2}O} }
{\displaystyle \mathrm {2\ SiH_{4}+O_{2}\rightarrow 2\ SiH_{2}O+2\ H_{2}} }
{\displaystyle \mathrm {SiH_{2}O+O_{2}\rightarrow SiO_{2}+H_{2}O} }
A csekélyebb szilántartalmú keverékek elégetésére egy kétlépcsős folyamat az ajánlott, mely a szilán elhasználását és a hidrogén oxidálását is magában foglalja. A szilícium-dioxid lecsapódása némi plusz hővel támogatja a reakció mihamarabbi végbemenetelét.
A szilán inert gázokkal (nitrogén, argon stb.) keveredve sokkal készségesebben gyullad meg a nyílt levegővel érintkezve a tiszta szilánnal összehasonlítva. Akár 1%-os szilántartalom mellett is robbanhat.
Japánban az efféle balesetek elkerülésére az amorf szilíciummal működő napelemeket gyártó cégek hidrogénnel keverik a szilánt a stabilisabb fényelektromos cellák érdekében, mivel csökkenti a Staebler–Wronski-hatást.
A metánnal ellentétben a szilán meglehetősen toxikus: 4 órás kitettség esetén a halálos koncentrációja (LC50) a levegőben 0,96% (9600 ppm), patkányokon mérve. Továbbá, a szemmel érintkezve kovasav képződhet belőle, amely az irritációért felelős.
A szilánnak munkahelyükön kitett dolgozók érdekében a NIOSH 5 ppm-re (7 mg/m³) korlátozta az ajánlott maximális koncentrációt átlagos, 8 órás műszakkal számolva.

## Fordítás
Ez a szócikk részben vagy egészben  a   Silane című angol Wikipédia-szócikk ezen változatának fordításán alapul.  Az eredeti cikk szerkesztőit annak laptörténete sorolja fel. Ez a jelzés csupán a megfogalmazás eredetét és a szerzői jogokat jelzi, nem szolgál a cikkben szereplő információk forrásmegjelöléseként.